# Lineopalpa horsfieldi
Lineopalpa horsfieldi är en fjärilsart som beskrevs av Achille Guenée 1852. Lineopalpa horsfieldi ingår i släktet Lineopalpa och familjen nattflyn. Inga underarter finns listade i Catalogue of Life.